# Hello (canción de Adele)
«Hello» es una canción compuesta e interpretada por la cantautora británica Adele para su tercer álbum de estudio, 25 (2015). Salió al mercado musical el 23 de octubre de 2015 a través de XL Recordings y Columbia Records como el sencillo principal de dicho disco. El tema marcó su retorno a la industria musical después de cuatro años de inactividad.
Tras su lanzamiento, la canción recibió elogios de los críticos especializados, quienes emitieron comentarios favorables sobre el contenido de las letras y la voz de Adele. El tema se convirtió en un éxito comercial en varios países al entrar en el puesto número uno en más de treinta territorios, entre ellos Australia, Canadá, Estados Unidos, Nueva Zelanda y Reino Unido. «Hello» pasó a ser la primera canción con más de un millón de ventas digitales en una semana en Estados Unidos, y es la cuarta canción de Adele que se sitúa en la posición número 1 del Billboard Hot 100 estadounidense y la segunda en la lista británica UK Singles Chart, respectivamente, se posicionó en más de 90 países en lista y es uno de los sencillos más vendidos en estos últimos años con más de 12 millones de reproducciones.
El video musical fue dirigido por Xavier Dolan y protagonizado por Adele y Tristan Wilds. El videoclip tuvo más de 27,7 millones de visualizaciones en Vevo de YouTube, dentro de un lapso de veinticuatro horas, por lo que rompió el récord anterior logrado por «Bad Blood» de Taylor Swift, que acumuló 20,1 millones de reproducciones el mismo período de tiempo. También rompió el récord obtenido por «Wrecking Ball» de Miley Cyrus de alcanzar cien millones de visitas en menos tiempo, haciéndolo en solo cinco días. El 18 de enero de 2016 «Hello» rompe un nuevo récord, al alcanzar mil millones de reproducciones en tan solo 2 meses y 27 días, que previamente poseía PSY con su vídeo «Gangnam Style». En la 59.ª entrega de los Premios Grammy, «Hello» ganó tres galardones por grabación del año, canción del año y mejor interpretación pop solista.

## Composición y desarrollo

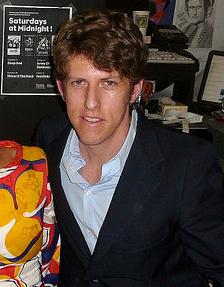
Greg Kurstin, coescritor y productor de la canción.

Adele escribió «Hello» con Greg Kurstin, quien también se encargó de la producción, el bajo, la guitarra, el piano y los teclados; mientras que a Adele se acredita como baterista de la pista. «Hello» fue escrita en Chiswick, Londres, algo que normalmente Adele no hace, ya que ella declaró que le gusta escribir su música en casa. El proceso de composición de la canción fue bastante lento debido a que Adele sufrió bloqueo del escritor y se tuvo que tomar un descanso. Inicialmente Adele y Kurstin empezaron escribiendo el primer verso del tema alcanzando a terminar la mitad del mismo; seis meses después contactó nuevamente a Kurstin y concluyeron la canción.
«Hello» es una balada de piano de género soul, la letra de la misma se centra en temas como la nostalgia y el arrepentimiento, y se desarrolla como una conversación. La canción fue conocida por contener temas de arrepentimiento y fue vista como una continuación de su sencillo «Someone Like You» que parece reflejar una relación fallida. La letra de la canción también fue vista como una "conversación", la cual gira alrededor de "todas las relaciones de su pasado", que van desde amigos, familiares y exparejas. Hablando del contenido lírico de la canción, Adele le contó a Nick Grimshaw en una entrevista en el show de radio Radio 1 Breakfast: "Sentí como si todos nosotros seguíamos saliendo adelante, y no se trata de una ex relación, una relación de amor, se trata de mi relación con todo el mundo que amo. No es que todos nos hayamos enamorado, todos tenemos nuestras vidas en marcha y necesitaba escribir esa canción para que todos la escucharan ya que no estoy en contacto con ellos. Según Adele, la línea "Hello from the other side" (en español: hola desde el otro lado) significa "el otro lado de convertirse en un adulto, salir vivo de la adolescencia, principios de los veinte."

## Lanzamiento
El 12 de octubre de 2015, el canal ITV de Reino Unido emitió en el espacio publicitario del programa The X Factor un vídeo con treinta segundos del audio de «Hello», acompañado con su letra. El 22 de octubre la artista anunció que el tema sería puesto en venta el siguiente día como el sencillo principal de 25. El 23 de octubre Adele asistió al programa BBC Radio 1 de Nick Grimshaw para el estreno de la canción.

## Promoción

### Vídeo musical
El 22 de octubre de 2015 se estrenó el videoclip de "Hello" en la cuenta Vevo de YouTube de Adele; dirigido por el cineasta Xavier Dolan. El vídeo está ambientado en un lugar nostálgico, su trama gira en torno a una mujer que luego de haber sido «destrozada» sentimentalmente trata de renovarse. Es protagonizado por la misma Adele y el actor estadounidense Tristan Wilds; está inspirado en la película biográfica de Dolan I Killed My Mother (2009), y fue filmado en septiembre de 2015 en una granja en Quebec, Canadá. Varias escenas del vídeo fueron filmadas con cámaras IMAX, lo que lo convirtió en el primer videoclip en formato IMAX.
El vídeo musical de la canción rompió el récord previo de Vevo al obtener más de 27.7 millones de reproducciones en un período de veinticuatro horas. Posteriormente, rompió el récord de "Wrecking Ball" de Miley Cyrus al llegar a cien millones de visualizaciones en cinco días. La frase «Adele hello» fue también el término más buscado en YouTube durante el sábado 24 y domingo 25 de octubre. En promedio, el vídeo recibió más de un millón de visualizaciones en una hora en esos dos días, su índice más alto fue de 1.6 millones en una hora, por lo que superó la cantidad de reproducciones del tráiler de Star Wars: Episodio VII - El despertar de la Fuerza, que alcanzó un máximo de 1.2 millones de visitas por hora.

### Actuaciones en directo
Adele interpretó "Hello" en vivo por primera vez para un especial televisivo de una hora de la BBC titulado Adele at the BBC', que fue grabado el 2 de noviembre de 2015 y fue emitido el 20 del mismo mes. También cantó el tema en la 17.ª ceremonia los NRJ Music Awards de 2015 el 7 de noviembre y el 21 de noviembre en Saturday Night Live. El 17 de noviembre de 2015 también la interpretó en un concierto único titulado Adele Live in New York City grabado en el Radio City Music Hall el 17 de noviembre. Posteriormente, la NBC transmitió el concierto especial el 14 de diciembre. El 23 de noviembre de 2015, Adele fue invitada al programa The Tonight Show Starring Jimmy Fallon en el cual cantó «Hello» junto al conductor Fallon y su banda "The Roots", interpretándola con instrumentos de música escolares.

## Recepción

### Comentarios de la crítica
La canción obtuvo, en su mayoría, buenos comentarios por parte de los críticos. Alexis Petridis un columnista del diario británico The Guardian describió a la canción como «una gran balada, pero un ejemplo superior de su tipo» y también opinó que «precisamente el tipo de balada épica de amor que hizo Adele una de las estrellas más grandes del mundo». En el diario británico The Independent, la periodista Emily Jump hizo su reseña y declaró que la canción «puede que no sea innovadora, pero el regreso de Adele con su sonido familiar y ahumado es muy bienvenido». Ella también dijo que «Adele hace lo que mejor que sabe hacer, contando historias emocionales de amor y pérdida, casi lo mismo que con su anterior álbum, 21, pero esta vez, con un poco más de auto-perdón».
Greg Kot del diario estadounidense Chicago Tribune escribió: «las letras que funcionan mejor cuando se sumergen en los detalles personales coinciden con su combinación de poder vocal y contención». Neil McCormick de The Daily Telegraph describió al tema como «una hermosa canción de pérdida y arrepentimiento», añadiendo que «toma un control sobre el tipo de recuerdo que cada oyente tiene en algún lugar de su corazón y lo fusiona con el propio drama de Adele». Por su parte, la revista Rolling Stone posicionó a «Hello» en el puesto 6 de su lista de fin de año «50 mejores canciones de 2015».

### Resultados comerciales

#### Europa y Oceanía
«Hello» salió al mercado musical el 23 de octubre de 2015 mediante los sellos XL Recordings y Columbia Records respectivamente. Tras ser lanzada, la canción encabezó el listado de los temas más descargados de iTunes en más de ochenta y cinco países. El 26 de octubre, a tres días de haber sido lanzada, The Official UK Charts Company anunció que la canción había vendido 165 000 copias en el Reino Unido, de las cuales 156 000 fueron descargas digitales. «Hello» debutó en la posición 1 de la lista británica UK Singles Chart el 30 de octubre con 333 000 copias, por lo que se convirtió en el segundo sencillo más vendido en su primera semana del siglo XXI, solo detrás de «It Wasn't Me», que vendió 345 000 copias en una semana en febrero de 2001. Además obtuvo más de 7,32 millones de descargas continuas en su primera semana. El tema se convirtió en el segundo número uno de Adele en la lista de sencillos británica, después de «Someone Like You» (2011). La canción se mantuvo en el puesto número uno de dicha lista de éxitos en su segunda semana y vendió 121 000 unidades, asimismo acumuló más de 5,78 millones de descargas continuas; en reconocimiento a las ventas de sus dos primeras semanas la Industria Fonográfica Británica (BPI) le entregó un disco de oro.
La canción tuvo un éxito similar en toda Europa al situarse en el primer puesto en las listas de ventas y popularidad en Bélgica, República Checa, Francia, Alemania, Grecia, Hungría, Irlanda, Italia, Líbano, Luxemburgo, Países Bajos, Noruega, Portugal, Escocia, Eslovaquia y Suiza, entre otros.
El 31 de octubre de 2015 «Hello» encabezó la lista de sencillos australiana; vendió más de 59 075 copias, por lo cual la ARIA le entregó un disco de oro. El tema también se convirtió en el segundo sencillo que más rápido se vendió en el año en ese país, detrás de «See You Again» de Wiz Khalifa. En su segunda semana, permaneció en el puesto uno de la lista de sencillos australiana y acumuló más 70 000 unidades; se le concedió la certificación de platino. En Nueva Zelanda, «Hello» debutó en el puesto uno de la lista de sencillos neozelandesa y fue certificada platino.

#### Estados Unidos y Canadá
En los Estados Unidos, «Hello» ingresó en la posición 49 de la lista Radio Songs, de Billboard, tres días después de su lanzamiento. En su segunda semana subió al puesto 9 de dicha lista por más de setenta millones de emisiones radiales. Asimismo se situó en la posición 1 del On-Demand Songs con un récord de 20,4 millones de descargas de audio bajo demanda. La canción también debutó en la posición 1 de la lista de éxitos Billboard Hot 100 el 14 de noviembre de 2015, lo que la convirtió en la canción número veinticinco en la historia de la lista musical que en su primera semana entra en la posición número uno. La revista Billboard publicó que fue la segunda canción de un artista femenino de 2015 que encabezó la lista en 2015, solo detrás de «Bad Blood» de Taylor Swift. Asimismo, «Hello» entró en el puesto 1 de la lista Digital Songs con 1.112.000 copias, por lo que pasó a ser la primera canción en vender digitalmente un millón de copias en los Estados Unidos en una sola semana. El tema rompió el récord de «Right Round» de Flo Rida que obtuvo 636 000 descargas en su debut en febrero de 2009. Por otro lado, «Hello» tuvo más 61,1 millones de transmisión de audio en el territorio estadounidense por lo que se ubicó en el número 1 del conteo Streaming Songs. «Hello» es la segunda canción en general más vendida de todos los tiempos en su primera semana en los Estados Unidos, solo detrás de «Candle in the Wind 1997/Something About the Way You Look Tonight» de Elton John que vendió 3.446 millones de copias en formato físico.
En su segunda semana, «Hello» permaneció en el número 1 del Billboard Hot 100 por 635 000 unidades vendidas en formato digital, por ello pasa a ser la tercera mejor semana en ventas y la más alta para una semana no debut. Asimismo se mantuvo en el primer puesto de Streaming Songs por 47.4 millones de descargas continuas, una caída del 23% en comparación con su semana debut. La canción también perduró en el número 1 de On-Demand Songs con 18,1 millones de trasmisiones. En el ranking Radio Songs se movió del puesto 9 al 6 por un incremento del 46% equivalente a 106 millones de trasmisiones de audio en todos los formatos, convirtiéndose en el 'Airplay Gainer' más alto del Hot 100. La pista también se situó en el número 1 en Adult Alternative Songs y llegó a las 5 primeras posiciones de la lista Adult Contemporary al subir del puesto 9 al 4. Durante su tercera semana, el sencillo vendió más de 480 000 copias en los Estados Unidos, acumulando 2,2 millones de unidades y convirtiéndose en la tercera canción que vendió más de 400 000 copias durante tres semanas consecutivas. Permaneció en el número 1 del Billboard Hot 100, Digital Songs, Streaming Songs y On-Demand Songs. En su cuarta semana, «Hello» llegó al número 1 de Radio Songs, por lo cual pasó a ser el primer encabezamiento más rápido en el listado desde 1998, cuando se comenzó a contabilizar las impresiones de todos los géneros musicales, y el segundo desde la creación del listado; Mariah Carey fue la primera que logró dicho hito con «Dreamlover» en 1993, cuando solamente se contabilizaban las impresiones de canciones pop. «Hello» permaneció en el número uno del Hot 100 durante diez semanas consecutivas, y se convirtió en el número uno con mayor duración de Adele. Empató la mayor cantidad de semanas en el número uno por una artista femenina desde que «We Found Love» de Rihanna y Calvin Harris hiciera la misma cantidad en 2011-2012.
A la fecha ha vendido más de 4 millones de copias en el país. La RIAA la ha certificado cuádruple platino.
«Hello» entró en el puesto número 1 en la lista Canadian Hot 100 como la canción número 100 en liderar el conteo, vendiendo 140 000 unidades y superando a «Sorry» de Justin Bieber, que vendió 40 000 unidades y debutó en el número dos la misma semana. Permaneció en el número uno por siete semanas. El sencillo fue reproducido 4,79 millones de veces y estableció un récord por la mayor cantidad de descargas continuas en una semana.

## Premios y nominaciones
Adele ha ganado varios galardones por «Hello», unos de los principales fue en la 59.ª edición de los Premios Grammy donde ganó tres premios. Otros de los principales fue en la 36.ª entrega de los Premios Brit donde recibió dos nominaciones por «Hello» y el cual solo ganó por sencillo británico del año. También recibió nueve nominaciones en los Premios Billboard de 2016, gananco cinco de ellas, incluyendo "Top Selling Song" por «Hello».
| Año  | Ceremonia de premiación | Categoría                        | Resultado |
| ---- | ----------------------- | -------------------------------- | --------- |
| 2016 | Premios Brit            | Sencillo británico del año       | Ganadora  |
| 2016 | Premios Brit            | Vídeo británico del año          | Nominada  |
| 2017 | Premios Grammy          | Grabación del año                | Ganadora  |
| 2017 | Premios Grammy          | Canción del año                  | Ganadora  |
| 2017 | Premios Grammy          | Mejor interpretación pop solista | Ganadora  |

## Cifras de ventas y certificaciones
| Territorio     | Organismo certificador | Certificación | Ventas certificadas | Simbolización | Ref.          |         |         |         |
| América        | América                | América       | América             | América       | América       | América | América | América |
| -------------- | ---------------------- | ------------- | ------------------- | ------------- | ------------- | ------- | ------- | ------- |
| Canadá         | Music Canada           | 9× Platino    | 720 000             | 9▲            | [ 42 ]        |         |         |         |
| Estados Unidos | RIAA                   | Diamante      | 10 000              | 3▲            | [ 43 ] [ 44 ] |         |         |         |
| México         | AMPROFON               | Diamante      | 300 000             |               | [ 45 ]        |         |         |         |
| Asia           |                        |               |                     |               |               |         |         |         |
| Corea del Sur  | Gaon                   |               | 1 436 128           |               | [ 46 ] [ 47 ] |         |         |         |
| Europa         |                        |               |                     |               |               |         |         |         |
| Alemania       | BMVI                   | Platino       | 400 000             | ▲             | [ 48 ]        |         |         |         |
| Bélgica        | IFPI — Bélgica         | 3× Platino    | 90 000              | 3▲            | [ 49 ]        |         |         |         |
| Dinamarca      | IFPI — Dinamarca       | 2× Platino    | 120 000             | 2▲            | [ 50 ]        |         |         |         |
| España         | PROMUSICAE             | 2× Platino    | 80 000              | 2▲            | [ 51 ]        |         |         |         |
| Italia         | FIMI                   | 5× Platino    | 250 000             | 5▲            | [ 52 ]        |         |         |         |
| Reino Unido    | BPI                    | 3× Platino    | 1 800 000           | 3▲            | [ 54 ]        |         |         |         |
| Suecia         | IFPI — Suecia          | 4× Platino    | 160 000             | 4▲            | [ 55 ]        |         |         |         |
| Suiza          | IFPI — Suiza           | Platino       | 30 000              | ▲             | [ 56 ]        |         |         |         |
| Oceanía        |                        |               |                     |               |               |         |         |         |
| Australia      | ARIA                   | 7× Platino    | 490 000             | 7▲            | [ 57 ]        |         |         |         |
| Nueva Zelanda  | RMNZ                   | 4× Platino    | 60 000              | 4▲            | [ 58 ]        |         |         |         |

## Posicionamiento en listas
| País              | Lista Certificadora        | Mejor posición    |                   |                   |                   |                   |                   |                   |
| América del Norte | América del Norte          | América del Norte | América del Norte | América del Norte | América del Norte | América del Norte | América del Norte | América del Norte |
| ----------------- | -------------------------- | ----------------- | ----------------- | ----------------- | ----------------- | ----------------- | ----------------- | ----------------- |
| Canadá            | Billboard Canadian Hot 100 | 1                 |                   |                   |                   |                   |                   |                   |
| Estados Unidos    | Billboard Hot 100          | 1                 |                   |                   |                   |                   |                   |                   |
| México            | Monitor Latino MÉ          | 1                 |                   |                   |                   |                   |                   |                   |
| América del Sur   |                            |                   |                   |                   |                   |                   |                   |                   |
| Colombia          | Monitor Latino COL         | 1                 |                   |                   |                   |                   |                   |                   |
| Perú              | Monitor Latino PE          | 3                 |                   |                   |                   |                   |                   |                   |
| Chile             | Monitor Latino CH          | 1                 |                   |                   |                   |                   |                   |                   |
| Uruguay           | Top 100! Uruguay (Shazam)  | 1                 |                   |                   |                   |                   |                   |                   |
| Argentina         | Monitor Latino AR          | 1                 |                   |                   |                   |                   |                   |                   |
| Europa            |                            |                   |                   |                   |                   |                   |                   |                   |
| Portugal          | IFPI                       | 3                 |                   |                   |                   |                   |                   |                   |
| España            | PROMUSICAE                 | 1                 |                   |                   |                   |                   |                   |                   |
| España            | Los40 España               | 1                 |                   |                   |                   |                   |                   |                   |
| Francia           | IFPI                       | 1                 |                   |                   |                   |                   |                   |                   |
| Andorra           | PROMUSICAAND               | 1                 |                   |                   |                   |                   |                   |                   |
| Bélgica           | Ultratop 40                | 1                 |                   |                   |                   |                   |                   |                   |
| Alemania          | Germany Songs              | 1                 |                   |                   |                   |                   |                   |                   |
| Suiza             | GfK Entertainment Charts   | 1                 |                   |                   |                   |                   |                   |                   |
| República Checa   | Rádiós Top 100             | 1                 |                   |                   |                   |                   |                   |                   |
| Reino Unido       | UK Singles Chart           | 1                 |                   |                   |                   |                   |                   |                   |
| Asia              |                            |                   |                   |                   |                   |                   |                   |                   |
| Japón             | Billboard Japan Hot 100    | 17                |                   |                   |                   |                   |                   |                   |
| Oceanía           |                            |                   |                   |                   |                   |                   |                   |                   |
| Australia         | ARIA Singles Chart         | 1                 |                   |                   |                   |                   |                   |                   |
| Nueva Zelanda     | NRZ Singles Chart          | 1                 |                   |                   |                   |                   |                   |                   |

## Créditos y personal
- Adele Adkins: voz, composición, batería[6]
- Greg Kurstin: composición, bajo, batería, teclados, piano, guitarra, producción[6]
- Tom Elmhirst: mezclas
- Alex Pasco, Julian Burg, Liam Nolan, Greg Kurstin: técnicos
- Randy Merrill, Tom Coyne: masterización
- Emile Haynie: instrumentación adicional